# Ralf Dahrendorf
Ralf Dahrendorf, né le 1er mai 1929 à Hambourg et mort le 17 juin 2009 à Cologne, est un sociologue et homme politique germano-britannique.
Il est considéré comme l'un des auteurs fondateurs de la « théorie du conflit social ».

## Biographie

### Carrière universitaire
Fils de Gustav Dahrendorf (en), Ralf Gustav Dahrendorf étudia la philosophie, la philologie classique et la sociologie à l'université de Hambourg entre 1947 et 1952 et obtient le doctorat dans cette université cette dernière année. Il poursuit ses études à la London School of Economics.
En 1957, il commence sa carrière d’enseignant à l'université de Hambourg, en 1960 à l'université de Tübingen, et en 1966 à l'université de Constance, où il enseigne jusqu'en 1969. Son travail permet la réalisation de nombreux apports à la création de la Communauté européenne. Auteur d’importants travaux comme Classes et conflits de classes dans la société industrielle  (1972), il analyse les problèmes de la société post-capitaliste.
Entre 1974 et 1984, il est directeur de la London School of Economics et entre 1987 et 1997, il devient doyen du St. Anthony's College à l'Université d'Oxford.
En 2007, il reçoit le prix Prince des Asturies en sciences sociales.

### Carrière politique
Au début des années 1970, il est député libéral au parlement allemand et Commissaire européen.
En 1988, il acquiert la nationalité britannique.
En 1993, il est anobli par la reine Élisabeth II et reçoit le titre de baron Dahrendorf de Clare Market dans la ville de Westminster, et est Chevalier commandeur de l'Ordre de l'Empire britannique (d'où le titre Sir). Il siège à la chambre des Lords.
De 1996 à 2006, il a présidé le conseil d'administration de la Fondation Président Theodor Heuss en tant que président fondateur.

## Travaux

### Théorie du conflit social
Il est connu pour avoir analysé des conflits sociaux et de changement social, à travers la confrontation critique du marxisme et des théories fonctionnalistes de la sociologie américaine.
Selon Dahrendorf, c'est la distribution inégale de l'autorité qui est à la base des conflits sociaux dans une société. Chaque classe sociale a une position opposée vis-à-vis de l'autorité, la classe dominante va s’efforcer de maintenir sa position, alors que la classe dominée va agir de manière à changer cette situation. Les conflits sociaux sont une lutte pour maintenir ou modifier la répartition de l'autorité et non une lutte pour la possession des moyens de production comme le soutenait Karl Marx.

### «Classe globale»
En 2000, il théorise l'existence d'une « classe globale », une classe sociale, composée d'une élite mondialisée dotée d'une conscience de classe et « vouée à dominer la planète au mépris des frontières et des appartenances nationales ». Il se démarque cependant de cette théorie peu avant sa mort, estimant que la classe globale « se disperse beaucoup ». David Rothkopf (en) reprend ce concept sous le nom de « superclasse », notamment dans son livre Superclass (en) paru en 2004.

## Œuvres
Très peu d'œuvres de Dahrendorf ont été traduites en français.
- Industrie- und Betriebssoziologie. Berlin : Walter de Gruyter, 1956
- Soziale Klassen und Klassenkonflikt in der industriellen Gesellschaft. Stuttgart : Enke, 1957
  - Traduction française : Classes et conflits de classes dans la société industrielle, introduction par Raymond Aron. Paris : Mouton, 1972
- Sozialstruktur des Betriebes — Betriebssoziologie. Wiesbaden : Gabler, 1959
- Gesellschaft und Freiheit: Zur soziologischen Analyse der Gegenwart. München : Piper, 1961
- Die angewandte Aufklärung: Gesellschaft und Soziologie in Amerika. München : Piper, 1962
- Homo Sociologicus. Ein Versuch zur Geschichte, Bedeutung und Kritik der Kategorie der sozialen Rolle. Köln : Westdeutscher, 1965
- Gesellschaft und Demokratie in Deutschland. München : Piper, 1965
- Bildung ist Bürgerrecht. Plädoyer für eine aktive Bildungspolitik. Hamburg : Nannen, 1965
- Über den Ursprung der Ungleichheit unter den Menschen. Tübingen : Mohr, 1966
- Konflikt und Freiheit. Auf dem Weg zur Dienstklassengesellschaft. München : Piper, 1972
- Plädoyer für die Europäische Union. München : Piper, 1973
- Pfade aus Utopia. Arbeiten zur Theorie und Methode der Soziologie. München : Piper, 1974
- The New Liberty. Survival and Justice in a Changing World. The Reith Lectures. London : Routledge and Kegan Paul, 1975.
- Lebenschancen. Anläufe zur sozialen und politischen Theorie. Frankfurt am Main : Suhrkamp, 1979
- Die neue Freiheit. Überleben und Gerechtigkeit in einer veränderten Welt. Frankfurt am Main : Suhrkamp, 1980
- Die Chancen der Krise. Über die Zukunft des Liberalismus. Stuttgart : DVA, 1983
- Reisen nach innen und außen. Aspekte der Zeit. Stuttgart : DVA, 1986
- Fragmente eines neuen Liberalismus. Stuttgart : DVA, 1987
- Betrachtungen über die Revolution in Europa. Stuttgart : DVA, 1990
  - Traduction française : Réflexions sur la révolution en Europe, 1989-1990. Paris : Seuil, 1991
- Der moderne soziale Konflikt. Essay zur Politik der Freiheit. Stuttgart : DVA, 1992
- Liberale und andere. Portraits. Stuttgart : DVA, 1994
- LSE. A History of the London School of Economics and Political Science, 1895–1995. Oxford : Oxford University Press, 1995
- Europäisches Tagebuch. Göttingen : Steidl, 1995
- Die Zukunft des Wohlfahrtsstaats, avec János Kornai. Frankfurt am Main : Neue Kritik, 1996
- Liberal und unabhängig. Gerd Bucerius und seine Zeit. München : Beck, 2000
- Über Grenzen. Lebenserinnerungen. München : Beck, 2002
- Auf der Suche nach einer neuen Ordnung. Vorlesungen zur Politik der Freiheit im 21. Jahrhundert. München : Beck, 2003
- Der Wiederbeginn der Geschichte, vom Fall der Mauer zum Krieg im Irak. Reden und Aufsätze. München : Beck, 2004
- Engagierte Beobachter. Die Intellektuellen und die Versuchungen der Zeit. Wien: Passagen, 2005
- Versuchungen der Unfreiheit. Die Intellektuellen in Zeiten der Prüfung. München : Beck, 2006